# グレッグ・ジョイ
グレッグ・ジョイ（Gregory Andrew Joy、1956年4月23日 - ）は、カナダの陸上競技選手。1976年モントリオールオリンピックの銀メダリストである。アメリカ合衆国オレゴン州ポートランド出身。

## 経歴
ジョイは、カナダ人の両親の元、アメリカのオレゴン州ポートランドで誕生した。9歳から17歳までカナダのバンクーバーに住み、1973年から1982年まで走高跳でカナダ代表メンバーとして活躍した。
1976年は地元カナダで開催されるモントリオールオリンピックの開催年であった。ジョイが出場する走高跳では、世界記録保持者であるアメリカのドワイト・ストーンズに注目が集まっていた。しかし、ストーンズがフランス系カナダ人を嫌う発言をしたことからモントリオールの人からは嫌われていた（ストーンズはそのような発言をしたことがないと激しく反論していた）。
ストーンズに対しては、予選から決勝まで激しいブーイングが浴びせられた。殺害の予告まで受け取ったという。その中、ジョイは、ストーンズを負かし銀メダルを獲得したことでヒーローとして迎えられた。（金メダルはポーランドのヤチェク・ウショラ）ジョイのメダルは、カナダがモントリオールオリンピックの陸上競技で獲得した唯一のメダルで、1964年東京オリンピック以来12年ぶりのものであった。ジョイは閉会式の旗手に選ばれ、また、同年の「ザ・カナディアン・プレス」が選出する年間最優秀男性アスリート「ライオネル・コナカー賞」も受賞した。
ジョイは、1978年に室内世界新記録を樹立。同年のコモンウェルスゲームズでも銀メダルを獲得した。
ジョイは、1984年ロサンゼルスオリンピック女子カヤック2人乗り500m、同4人乗り500mのメダリストのスーザン・ハロウェイと結婚した。

## 主な実績
| 年   | 大会                   | 場所                       | 種目   | 結果 | 記録 |
| ---- | ---------------------- | -------------------------- | ------ | ---- | ---- |
| 1976 | オリンピック           | モントリオール(カナダ)     | 走高跳 | 2位  | 2m23 |
| 1978 | コモンウェルスゲームズ | エドモントン(カナダ)       | 走高跳 | 2位  | 2m18 |
| 1982 | コモンウェルスゲームズ | ブリズベン(オーストラリア) | 走高跳 | 5位  | 2m16 |